# 大沢定寧
大沢 定寧（おおさわ さだやす）は、江戸時代中期の高家旗本。通称は七助、兵部。官位は従五位下・侍従、相模守。

## 生涯
大沢基朝の次男として誕生した。初名は基典。
宝暦2年（1752年）4月9日、父・基朝の隠居により、家督を相続する。寄合に所属する。宝暦11年12月9日（1762年）、10代将軍・徳川家治に御目見する。同年12月18日、表高家に列し高家旗本に復帰する。宝暦13年（1763年）3月15日、菊間詰となる。同年12月18日、高家見習に召しだされて、従五位下・侍従・相模守に叙任する。明和4年12月21日（1768年）、高家職に就く。
安永5年（1776年）9月11日死去、享年36。

## 系譜
正妻はいない。子女は養子含め1男2女。
- 父：大沢基朝
- 母：不詳
- 正室：なし
- 生母不明の子女
  - 長女：大沢基之正室
  - 女子：中条信義正室
- 養子
  - 男子：大沢基之 - 近藤英用の六男